# College-Tennis-Saison 2016/17
Die College-Tennis-Saison 2016/17 begann am 23. Juni 2016 mit der Sommerturnierserie und verabschiedete sich traditionell nach den NCAA-Meisterschaften im Mai 2017 in die Sommerpause.

## Anmerkung
Die folgenden Tabellen bieten eine Übersicht über die wichtigsten Turniere der Spielzeit, wobei nur Turniere für Mannschaften von Universitäten der NCAA Division I berücksichtigt sind. Für Teams kleinerer Universitäten gibt es eigene Turniere, die hier keine Erwähnung finden. Außerdem gibt es noch zahlreiche Einladungsturniere, die aber ebenfalls nicht den Stellenwert der unten aufgeführten Turniere haben.

## Individualmeisterschaften
| Datum            | Turnier                                                                              | Konkurrenz                     | Sieger                              | Finalgegner                               | Ergebnis          |
| ---------------- | ------------------------------------------------------------------------------------ | ------------------------------ | ----------------------------------- | ----------------------------------------- | ----------------- |
| 13.–16. August   | ITA National Summer Championships Bloomington, Indiana Hartplatz                     | Herren                         | Antonio Cembellín                   | Raheel Manji                              | 7:5,4:6, [10:4]   |
| 13.–16. August   | ITA National Summer Championships Bloomington, Indiana Hartplatz                     | Raheel Manji Antonio Cembellín | Vincent Lin Catalin Mateas          | 8:0                                       |                   |
| 13.–16. August   | ITA National Summer Championships Bloomington, Indiana Hartplatz                     | Damen                          | Felicity Maltby                     | Alexandra Valenstein                      | 2:6, 6:2, [11:9]  |
| 13.–16. August   | ITA National Summer Championships Bloomington, Indiana Hartplatz                     | Damen                          | Madeline Lipp Alexandria Chatt      | Bianca Moldovan Claudia Wiktorin          | 8:1               |
| 9.–11. September | American Collegiate Invitational Queens, New York Hartplatz                          | Herren                         | Thai-Son Kwiatkowski                | Austin Smith                              | 6:2, 6:2          |
| 9.–11. September | American Collegiate Invitational Queens, New York Hartplatz                          | Damen                          | Danielle Collins                    | Ronit Yurovsky                            | 6:2, 6:4          |
| 1.–10. Oktober   | ITA Men’s All-American Championships Tulsa, Oklahoma Hartplatz                       | Herren                         | Petros Chrysochos                   | Hugo Di Feo                               | 6:4, 6:0          |
| 1.–10. Oktober   | ITA Men’s All-American Championships Tulsa, Oklahoma Hartplatz                       | Herren                         | Filip Bergevi Florian Lakat         | Jack Findel-Hawkins Lasse Muscheites      | 6:4, 6:2          |
| 1.–9. Oktober    | ITA Women’s All-American Championships Pacific Palisades, Kalifornien Hartplatz      | Damen                          | Francesca Di Lorenzo                | Ena Shibahara                             | 6:1, 6:3          |
| 1.–9. Oktober    | ITA Women’s All-American Championships Pacific Palisades, Kalifornien Hartplatz      | Damen                          | Hayley Carter Jessie Aney           | Luisa Stefani Apichaya Runglerdkriangkrai | 6:1, 2:6, [11:9]  |
| 13.–16. Oktober  | ITA Masters Malbu, Kalifornien Hartplatz                                             | Herren                         | Ryōtarō Matsumura                   | Shawn Hadavi                              | 4:6, 6:3, 6:2     |
| 13.–16. Oktober  | ITA Masters Malbu, Kalifornien Hartplatz                                             | Damen                          | Ena Shibahara                       | Luisa Stefani                             | 6:3, 4:6, 7:5     |
| 13.–16. Oktober  | ITA Masters Malbu, Kalifornien Hartplatz                                             | Mixed                          | Hayley Carter Christopher Eubanks   | Blair Shankle Maxime Tchoutakian          | 8:6               |
| 3.–6. November   | ITA National Intercollegiate Indoor Championships Queens, New York Hartplatz (Halle) | Herren                         | Michael Redlicki                    | Mikael Torpegaard                         | 6:4, 6:3          |
| 3.–6. November   | ITA National Intercollegiate Indoor Championships Queens, New York Hartplatz (Halle) | Herren                         | Skander Mansouri Christian Seraphim | J. Schorsch C. Emhardt                    | 6:3, 7:5          |
| 3.–6. November   | ITA National Intercollegiate Indoor Championships Queens, New York Hartplatz (Halle) | Damen                          | Francesca Di Lorenzo                | Hayley Carter                             | 6:1, 6:1          |
| 3.–6. November   | ITA National Intercollegiate Indoor Championships Queens, New York Hartplatz (Halle) | Damen                          | Mami Adachi Aldila Sutjiadi         | Jada Hart Ena Shibahara                   | 6:3, 6:4          |
| 24.–29. Mai      | NCAA Division I Tennis Championships Athens, Georgia Hartplatz                       | Herren                         | Thai-Son Kwiatkowski                | William Blumberg                          | 6:4, 7:65         |
| 24.–29. Mai      | NCAA Division I Tennis Championships Athens, Georgia Hartplatz                       | Herren                         | Andrew Harris Spencer Papa          | Robert Loeb Jan Zieliński                 | 4:6, 6:2, [10:6]  |
| 24.–29. Mai      | NCAA Division I Tennis Championships Athens, Georgia Hartplatz                       | Damen                          | Brienne Minor                       | Belinda Woolcock                          | 6:3, 6:3          |
| 24.–29. Mai      | NCAA Division I Tennis Championships Athens, Georgia Hartplatz                       | Damen                          | Francesca Di Lorenzo Miho Kowase    | Maddie Pothoff Erin Routliffe             | 6:76, 6:4, [10:7] |

## Mannschaftsmeisterschaften
| Datum           | Turnier                                                                                            | Konkurrenz | Sieger   | Finalgegner    | Ergebnis |
| --------------- | -------------------------------------------------------------------------------------------------- | ---------- | -------- | -------------- | -------- |
| 10.–13. Februar | ITA Division I National Women’s Team Indoor Championship New Haven, Connecticut Hartplatz (Halle)  | Damen      | Florida  | North Carolina | 4:2      |
| 17.–20. Februar | ITA Division I National Men’s Team Indoor Championship Charlottesville, Virginia Hartplatz (Halle) | Herren     | Virginia | Ohio State     | 4:1      |
| 18.–23. Mai     | NCAA Division I Tennis Championships Athens, Georgia Hartplatz                                     | Herren     | Virginia | North Carolina | 4:2      |
| 18.–23. Mai     | NCAA Division I Tennis Championships Athens, Georgia Hartplatz                                     | Damen      | Florida  | Stanford       | 4:1      |

## Mehrfache Turniersieger

### Herren
- Thai-Son Kwiatkowski – 2 Turniersiege (2 Einzel)
- Antonio Cembellín – 2 Turniersiege (1 Einzel, 1 Doppel)

### Damen
- Francesca Di Lorenzo – 3 Turniersiege (2 Einzel, 1 Doppel)
- Hayley Carter – 2 Turniersiege (1 Doppel, 1 Mixed)